# Vương Kiến (Bắc Ngụy)
Vương Kiến (chữ Hán: 王建, ? - ?), người huyện Quảng Ninh, quan viên nhà Bắc Ngụy. Ông hoạt động chủ yếu trong giai đoạn hậu kỳ của thời Thập Lục Quốc, đã từng kiến nghị giết sạch mấy vạn tù binh Hậu Yên trong trận Tham Hợp Pha.

## Thân thế
Bà cô của Kiến là Bình Văn hậu Vương thị - tức vương hậu của Đại vương Thác Bạt Úc Luật, sanh ra Đại vương Thác Bạt Thập Dực Kiền. Ông bác là Phong, được Thác Bạt Thập Dực Kiền xem là quốc cữu, rất tôn trọng. Con Phong là Chi được gả con gái của Thác Bạt Thập Dực Kiền, rất thân thiết với Kiến.

## Cuộc đời và sự nghiệp
Kiến thiếu thời được gả công chúa. Năm Đăng Quốc đầu tiên (386), được làm Ngoại triều đại nhân, cùng bọn Tố Hòa Bạt 13 người thay nhau làm Điển thứ sự, tham gia bàn bạc quốc sự. Năm thứ 2 (387), Kiến làm sứ giả đến Hậu Yên, lời lẽ, thần sắc tỏ ra cứng cỏi, được Yên Thế Tổ Mộ Dung Thùy khâm phục. Trở về được làm Tả đại phu. Kiến tòng chinh các nước, tham gia phá hơn 20 bộ tộc, nhờ công được ban vài mươi nô tỳ, vài ngàn gia súc; tòng chinh Lưu Vệ Thần, sau khi thắng lợi được ban 50 hộ nô lệ thiếu niên , làm Trung bộ đại nhân.
Sau khi quân Ngụy đại thắng quân Hậu Yên ở trận Tham Hợp Pha, bắt được mấy vạn tù binh. Ngụy vương Thác Bạt Khuê muốn giữ những kẻ có tài năng trong đám tù binh Hậu Yên, còn lại thì cấp y phục – lương thực mà tha đi, để người Trung Nguyên cảm ơn đức ấy. Thác Bạt Khuê bèn triệu quần thần bàn bạc, Vương Kiến nói: 
"Mộ Dung Bảo thua nặng như vậy, trong nước rỗng không, đánh lấy rất dễ. Nay bắt rồi lại thả, chẳng sợ không thể bắt lại được à!? Nếu thả chúng sẽ sanh hậu hoạn, không bằng giết đi."
Khi Thác Bạt Khuê còn băn khoăn vì việc làm tàn nhẫn, chư tướng cho rằng lời Kiến là phải, ông cũng kiên trì thuyết phục, nên Thác Bạt Khuê đồng ý chôn sống số tù binh ấy, sau đó lại hối hận.
Sau đó Vương Kiến cùng đi đánh Hậu Yên, được phong làm Quan quân tướng quân. Chiếm xong Tịnh Châu, Ngụy vương Thác Bạt Khuê đông tiến ra khỏi Tỉnh Hình, lệnh cho Kiến dẫn 5 vạn kỵ binh đi trước mở đường. Thác Bạt Khuê đến Thường Sơn, các quận đều hàng, chỉ còn Trung Sơn, Nghiệp, Tín Đô. Vương Kiến đem 5 vạn quân đánh Tín Đô, hơn 60 ngày không hạ được, sĩ tốt bị thương rất nhiều. Thác Bạt Khuê từ Trung Sơn đến Tín Đô, tướng giữ thành là Ký Châu thứ sử Mộ Dung Phượng trong đêm bỏ trốn, Tín Đô đầu hàng. Thác Bạt Khuê quay lại đánh Trung Sơn. Khi quân Ngụy vây Trung Sơn, Thác Bạt Khuê sai người trèo lên sào xa , gọi vào thành chiêu dụ rằng: 
"Mộ Dung Bảo bỏ thành chạy trốn, trăm họ chúng mày vì ai mà cố thủ? Sao không biết mệnh trời mà tự tìm chết như vậy!?"
Người trong thành đáp rằng: 
"Chúng tôi nhỏ bé vô tri, nhưng lại sợ sẽ bị giết như mọi người ở Tham Hợp, chỉ muốn giữ tính mạng thêm mươi ngày một tháng mà thôi!"
Thác Bạt Khuê nghe xong thì quay lại, trừng mắt nhìn Kiến, rồi nhổ vào mặt ông.
Cuối cùng quân Bắc Ngụy cũng chiếm được thành, Vương Kiến vẫn được ban tước Bộc Dương công.
Người tộc Ô Hoàn là Khố Nộ Quan Minh nổi dậy, Kiến nhận chiếu đánh dẹp. Được thăng Thái phó, thăng làm Chân Định công, gia Tán kỵ thường thị, Ký, Thanh 2 châu thứ sử.
Không rõ sau này Vương Kiến mất khi nào, chỉ biết ông qua đời sau Thác Bạt Khuê (bị giết năm 409). Ông được bồi táng ở Kim lăng (lăng mộ của Bắc Ngụy Đạo Vũ đế Thác Bạt Khuê)

## Tính cách
Sử cũ đánh giá thấp nhân cách của Vương Kiến.

### Bới móc lấy tiếng
Sau khi trở thành đại thần của nhà Bắc Ngụy, Kiến tố giác những việc phạm pháp cha con anh trai mình là Vương Hồi, khiến cha con Hồi bị xử tử, được khen là "cẩn thận, ngay thẳng". Bắc sử bình luận: Vương Kiến ngôi vị đã cao, (mà còn) bới móc lấy tiếng ngay thẳng... 

### Tham mà vô mưu
Ngụy vương Thác Bạt Khuê từ Tín Đô quay lại đánh Trung Sơn, đến Cự Lộc, đánh bại Yên Liệt Tông Mộ Dung Bảo ở Bách Tứ ổ, rồi vây Trung Sơn. Yên Liệt Tông bỏ thành chạy đi Hòa Long, thành không có chủ, trăm họ hoang mang, cửa đông không đóng. Thác Bạt Khuê muốn vào thành trong đêm, chiếm giữ cửa ấy. Kiến "tham mà vô mưu", có ý muốn chiếm đoạt tài vật, lại sợ sĩ tốt cướp bóc buông thả, trộm cắp bừa bãi các kho lẫm, nên đề nghị đợi trời sáng, Khuê bèn thôi. Ngay trong đêm này, người trong thành lập Mộ Dung Lân làm đế, đóng cửa cố thủ. Thác Bạt Khuê dốc quân tấn công, mấy ngày liền không hạ được.

## Bình luận
Trận Tham Hợp Pha lấy đi một nửa binh lực Hậu Yên, khiến cho quốc lực không thể phục hồi; sau cái chết của Yên Thế Tổ Mộ Dung Thùy, Hậu Yên nhanh chóng suy vong về tay Bắc Ngụy. Đề xuất của Vương Kiến là tàn ác, nhưng phù hợp với bối cảnh lịch sử, và dễ dàng nhận được sự đồng thuận của chư tướng Bắc Ngụy cũng như Ngụy vương Thác Bạt Khuê.
Bắc sử bình luận: chiến dịch Tham Hợp, không phải tội của ông ta ư!
Ngụy thư bình luận: chiến dịch Tham Hợp, uy phạt quá đáng, che được tội của Vương Kiến ư!
Có thể thấy, các sử gia phong kiến đã đổ triệt trách nhiệm cho Vương Kiến.